# St. Anna in Steinbruch

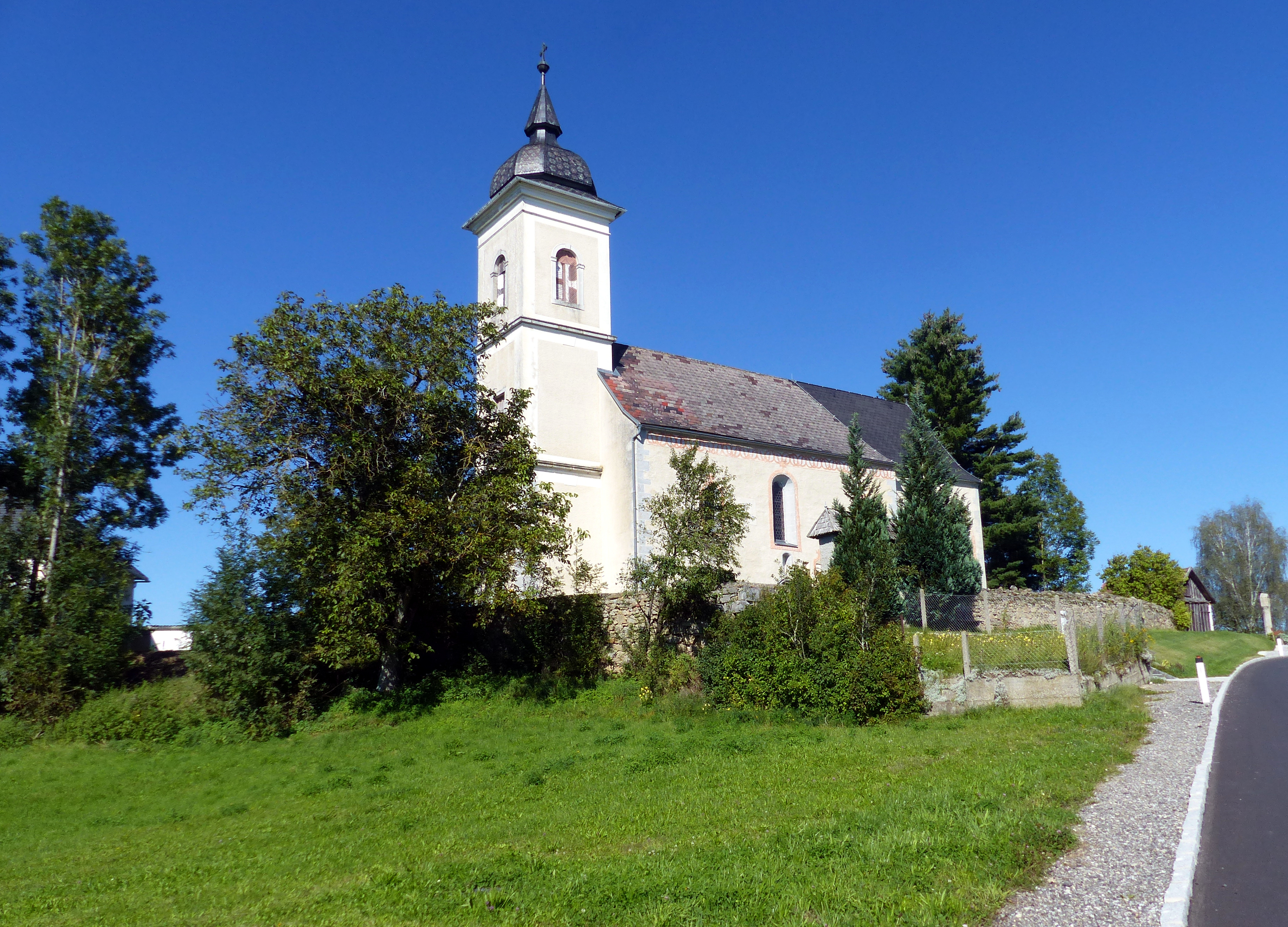
St. Anna in Steinbruch

Die römisch-katholische Filialkirche St. Anna in Steinbruch steht in der Ortschaft Steinbruch der Gemeinde Neufelden im Mühlviertel in Oberösterreich. Die auf die heiligen Anna geweihte Kirche gehört zum Dekanat Altenfelden der Diözese Linz und steht unter Denkmalschutz (Listeneintrag).

## Lage
Das Kirchenareal befindet sich weithin sichtbar an der höchsten Stelle des Weilers Steinbruch.

## Geschichte
In den Jahren 1509 bis 1514 ließen Gregor von Starhemberg und seine Ehefrau Hedwig von Rosenberg, die Besitzer der Herrschaft Pürnstein, eine neue Kirche an der Stelle einer alten Michaelskapelle errichten. Der Grundstein wurde laut der Inschriftentafel neben dem Hochaltar am Pfingstdienstag, 29. Mai 1509, gelegt. Das Gebäude ist wahrscheinlich ein Werk der Rosenberger Bauhütte unter der Leitung von Hans Getzinger, der auch die Pfarrkirche Haslach an der Mühl und verschiedene Kirchen in Südböhmen errichtete. Im Jahr 1514 wurde die Kirche vom Passauer Bischof Wiguleus Fröschl von Marzoll unter Assistenz von Weihbischof Bernhard Meurl eingeweiht. Als der Stifter Gregor von Starhemberg 1522 in Regensburg starb, wurde sein Leichnam nach Steinbruch überführt und in der Kirchengruft bestattet. Seine Gattin Hedwig starb bereits 1515 und ist in der Starhemberger Kapelle in der Pfarrkirche Hellmonsödt bestattet.
Im Jahr 1611, als die protestantischen Jörger von Tollet die Burg Pürnstein erwarben, übergab Karl von Harrach die Kirche dem Stift Sankt Florian, um die weitere Durchführung katholischer Gottesdienste in Steinbruch sicherzustellen.

## Architektur

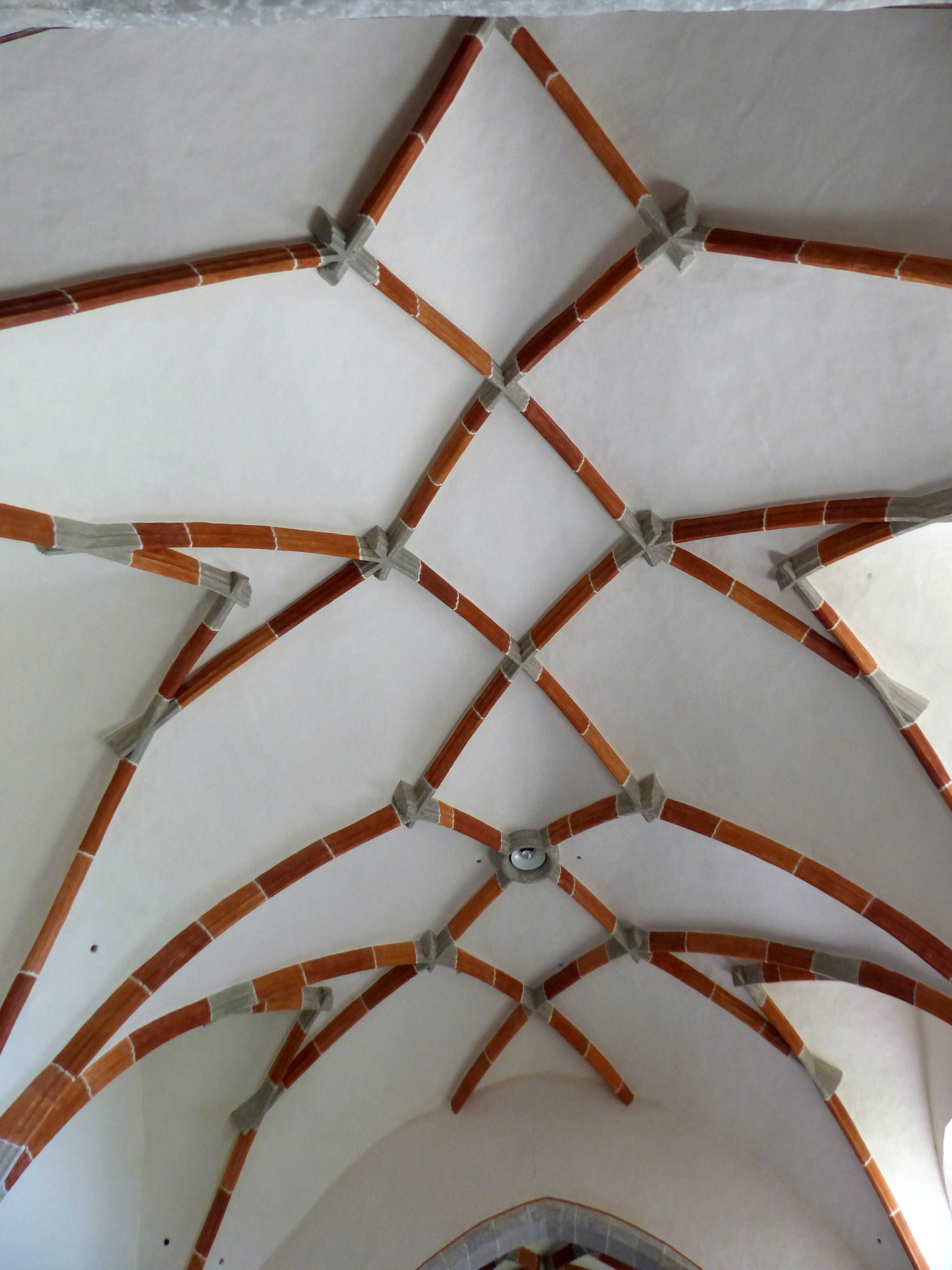

Das spätgotische, dreijochige Kirchengebäude verfügt über ein Netzrippengewölbe mit vielfach überkreuzten Enden.
Die sogenannte Gruftkapelle mit rechteckig verzogenem Grundriss ist nördlich an die beiden östlichen Joche des Langhauses angebaut. Oberhalb der Segmentbogennische an der Nordwand befindet sich ein Wappenstein mit den beiden Stifterwappen, der mit der Jahreszahl 1509 bezeichnet ist.
Im Obergeschoß der nordöstlich angebauten Sakristei befindet sich ein Oratorium.
Der dreizonige Westturm verfügt über korbbogige Schallfenster mit Steingewänden und einen Zwiebelhelm aus dem Jahr 1730.

## Ausstattung
Der Hochaltar ist mit der Jahreszahl 1694 bezeichnet. Ein Votivstein hinter dem Hochaltar ist mit 1515 bezeichnet und zeigt neben der Anna-selbdritt-Darstellung die Stifterwappen und die Stifterfiguren mit Heiligen, links Gregor von Starhemberg mit dem heiligen Petrus, rechts Hedwig von Rosenberg mit der 1509 geborenen Tochter Katharina und dem heiligen Paulus. Die Grabplatte des Gregor von Starhemberg, auf der eine lebensgroße Darstellung des Verstorbenen in Rüstung, sein Wappen und die Heiligen Petrus und Paulus zu erkennen sind, wurde 1777 vom Fußboden an die Chornordwand versetzt.
Der Altar der Gruftkapelle wurde um 1680 geschaffen.
Die Kreuzwegreliefs aus rotem Marmor befanden sich ursprünglich am Kreuzweg, den Gregor von Starhemberg im Jahr 1504 zwischen Pührnstein und Steinbruch anlegen ließ, und wurden 1886 in die Kirche übertragen. Die Tafel Geißelung und Dornenkrönung trägt das Stifterwappen der Starhemberg und Rosenberg.
Das Orgelpositiv wurde 1726/27 von Franz Richter geschaffen und im Jahr 1778 aus der Pfarrkirche St. Peter am Wimberg hierher übertragen. Seit 1972 finden im Sommer regelmäßig Orgelkonzerte statt, die im Rahmen des Musiksommers besucht werden können.
Auf der Glocke aus dem Jahr 1521 befindet sich ein Relief der Anna selbdritt.

## Umgebung
Der Friedhof ist von einer Mauer mit zwei einfach abgefasten gotischen Toren umgeben. Die Kirche hatte ursprünglich wohl kein Begräbnisrecht, es sind aber Kinderbestattungen aus dem 17. Jahrhundert nachgewiesen.